# 五蕊油柑
五蕊油柑（学名：Phyllanthus tenellus）又名纤梗叶下珠，为葉下珠科油柑属下的一个种。